# Bōsōzoku

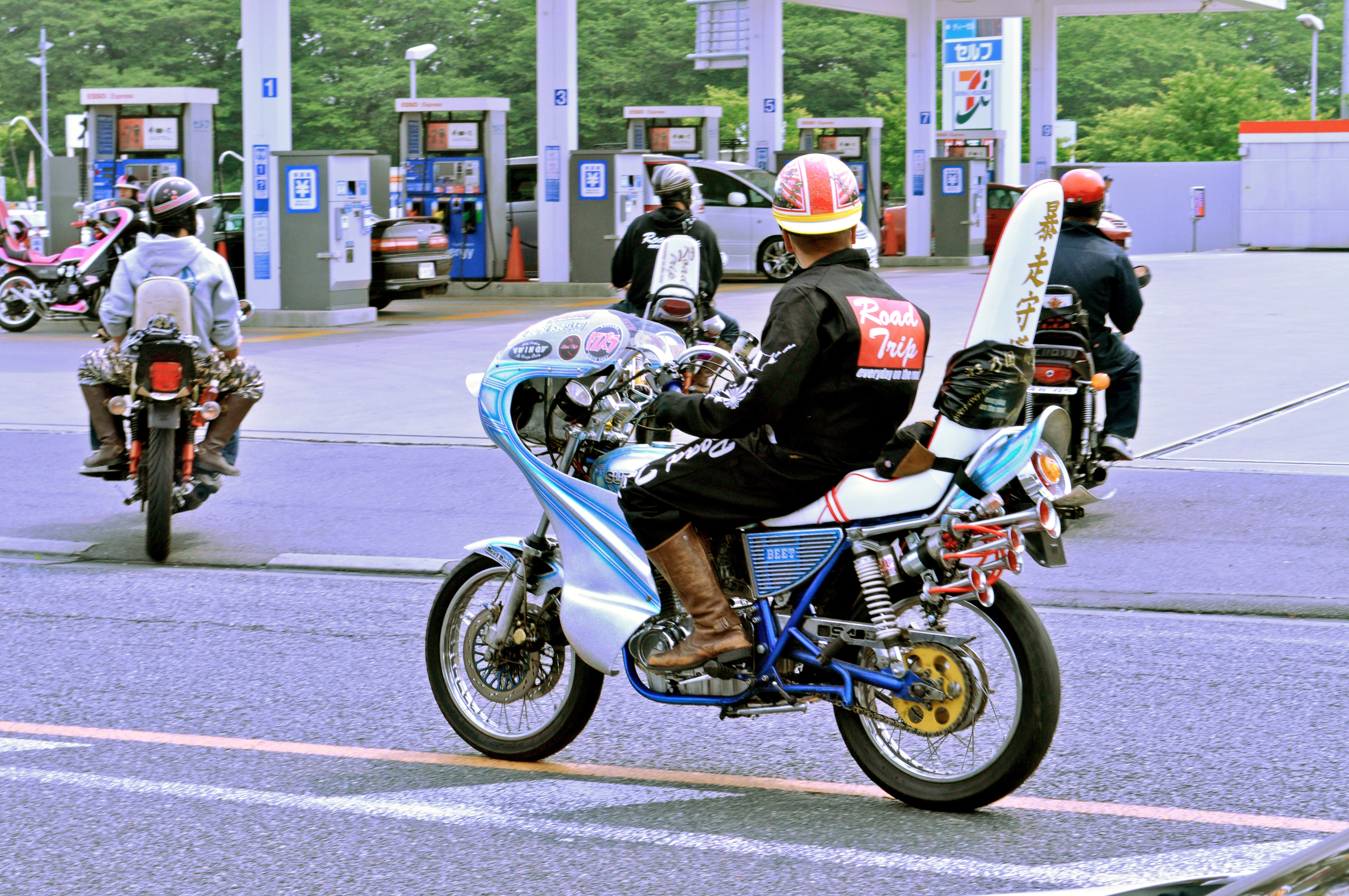
Grupa bōsōzoku w 2013

Bōsōzoku (jap. 暴走族) – japońska subkultura młodzieżowa gangów motocyklowych, której cechą charakterystyczną są motocykle ze spersonalizowanym wyglądem, modyfikacjami obudowy i wymienionymi częściami. Po raz pierwszy tego typu gangi motocyklowe pojawiły się w latach 50. XX wieku. Ich popularność rosła w latach 80. i 90., osiągając szczytową liczbę 42 510 członków w 1982 roku. Ich liczba drastycznie spadła na początku XXI wieku, osiągając mniej niż 7 297 członków w 2012 roku. 
Styl Bōsōzoku tradycyjnie obejmuje kombinezony podobne do tych noszonych przez robotników fizycznych oraz skórzane kurtki wojskowe z luźnymi spodniami i wysokimi butami. Mundur ten stał się znany jako tokkō-fuku („specjalna odzież do ataku”) i często jest ozdobiony sloganami zapisanymi w kanji. Typowymi dodatkami do tego munduru są hachimaki, maski chirurgiczne i naszywki z flagą Kyokujitsu-ki. Członkowie bōsōzoku są znani z tego, że dokonują modyfikacji na japońskich motocyklach szosowych takich jak montaż dużych owiewek, podniesione kierownice przesunięte do wnętrza, duże oparcia siedzeń, ekstrawaganckie malowania i zmodyfikowane tłumiki. Style bōsōzoku czerpią inspiracje od użytkowników chopperów oraz od Greasersów i Teddy boysów.

## Historia
Bōsōzoku zostało stworzone przez grupy powracających weteranów II wojny światowej. Subkultura powstała w latach 50. XX wieku, kiedy młodzi piloci wrócili z wojny. Wielu weteranów miało trudności z ponownym przystosowaniem się do społeczeństwa, a niektórzy zaczęli tworzyć niestandardowe pojazdy i wykonywać na ulicach miast aktywności podobne do działań gangów. Te wczesne bōsōzoku czerpały inspirację z amerykańskiej kultury greaserów i importowanych filmów zachodnich; bōsōzoku stało się znane z wielu podobieństw do amerykańskiej kultury motocyklistów. Wiele młodych osób zaczęło postrzegać ten styl życia jako bardzo atrakcyjny, zwłaszcza osoby z marginesu szukające zmian. Ostatecznie ci młodzi ludzie stali się podstawą nowoczesnego bōsōzoku.
W latach 70. po raz pierwszy pojawił się termin bōsōzoku. Był to okres charakteryzujący się zamieszkami między policją a członkami tych grup młodzieżowych. Termin bōsōzoku nie został w rzeczywistości stworzony przez te grupy motocyklistów, ale ostatecznie został przez nie szeroko przyjęty. W latach 80. i 90. bōsōzoku często wyruszali na masowe przejażdżki podczas których grupy liczące do stu motocyklistów powoli jechały razem drogą ekspresową lub autostradą. Motocykliści przejeżdżali przez punkty poboru opłat bez zatrzymywania się i ignorowali próby zatrzymania ich przez policję. Sylwester był popularną okazją do masowych przejażdżek. Motocykliści czasami rozbijali samochody i grozili lub bili kierowców lub osoby postronne, które weszły im w drogę lub wyraziły dezaprobatę dla zachowania motocyklistów. Udział w gangach osiągnął szczyt 42 510 członków w 1982 roku. To sprawiło, że bōsōzoku stało się dominującą formą przestępczości wśród młodzieży w Japonii.
Popularność ta powoli zaczęła spadać po osiągnięciu szczytowego poziomu w latach 80. Podaje się, że w latach 90. w całym kraju było około 28 000 bōsōzoku. W 2004 roku japoński rząd uchwalił zmienione prawo o ruchu drogowym, które dało policji większe uprawnienia do aresztowania kierowców jednośladów jeżdżących lekkomyślnie w grupach. Wraz ze wzrostem liczby aresztowań i oskarżeń, udział bōsōzoku szybko spadł. W 2010 policja poinformowała, że nowym trendem wśród bōsōzoku jest wspólna jazda w znacznie mniejszych grupach i jazda na skuterach zamiast mocno zmodyfikowanych motocykli. Według doniesień prefektura Aichi miała największą liczbę motocyklistów, a następnie Tokio, Osaka, Ibaraki i Fukuoka. W 2015 roku w całej Japonii było tylko 6 771 aktywnych bōsōzoku. W 2013 Krajowa Agencja Policja przeklasyfikowała gangi bōsōzoku jako organizacje „pseudo-yakuzy”.

## Charakterystyka
Członkowie bōsōzoku zazwyczaj mają od 16 do 20 lat. Są znani ze swojego stylu, który mocno naśladuje kulturę greaserów ze Stanów Zjednoczonych. Obejmuje to fryzurę w stylu pompadour, mundury tokkō-fuku, które często były modyfikowane i haftowane kombinezony, inspirowane tymi noszonymi przez robotników fizycznych podczas II wojny światowej, luźne spodnie i buty wojskowe. Tokkō-fuku były często haftowane różnymi hasłami i dużymi, skomplikowanymi wzorami. Dla wielu były postrzegane jako symbol statusu, symbolizujący zarówno dumę z siebie, jak i siłę. Często noszono je otwarte z przodu, z bandażami owiniętymi wokół talii. Często towarzyszyły im okrągłe okulary przeciwsłoneczne i szarfy tasuki.
Słowo bōsōzoku jest również stosowane do subkultury motocyklowej zainteresowanej dostosowywaniem motocykli (często nielegalnym) i wytwarzaniem hałasu spowodowanym usuwaniem tłumików z pojazdów. Te grupy bōsōzoku często jeżdżą bez kasków motocyklowych (co w Japonii jest nielegalne), a także angażują się w niebezpieczną lub lekkomyślną jazdę, taką jak nagłe zmiany pasów ruchu czy przejeżdżanie na czerwonym świetle. Inną aktywnością jest przekraczanie prędkości na ulicach miast, zwykle nie w wyścigach ulicznych, a jedynie dla dreszczyku emocji. W przypadku zaangażowania wielu motocyklistów, podążają oni za liderem, który jest odpowiedzialny za wydarzenie i nie może być wyprzedzany. Japońska policja nazywa je Maru-Sō i od czasu do czasu wysyła pojazdy policyjne, aby śledzić grupy motocykli w celu zapobiegania możliwym incydentom, które mogą obejmować bardzo powolną jazdę przez przedmieścia z prędkością 10–15 km/h, wywoływanie głośnych zakłóceń podczas machania cesarskimi flagami japońskimi i wszczynanie bójek w których może być wykorzystywania broń taka jak drewniane miecze, metalowe rury, kije baseballowe i butelki zapalające.

## Pojazdy

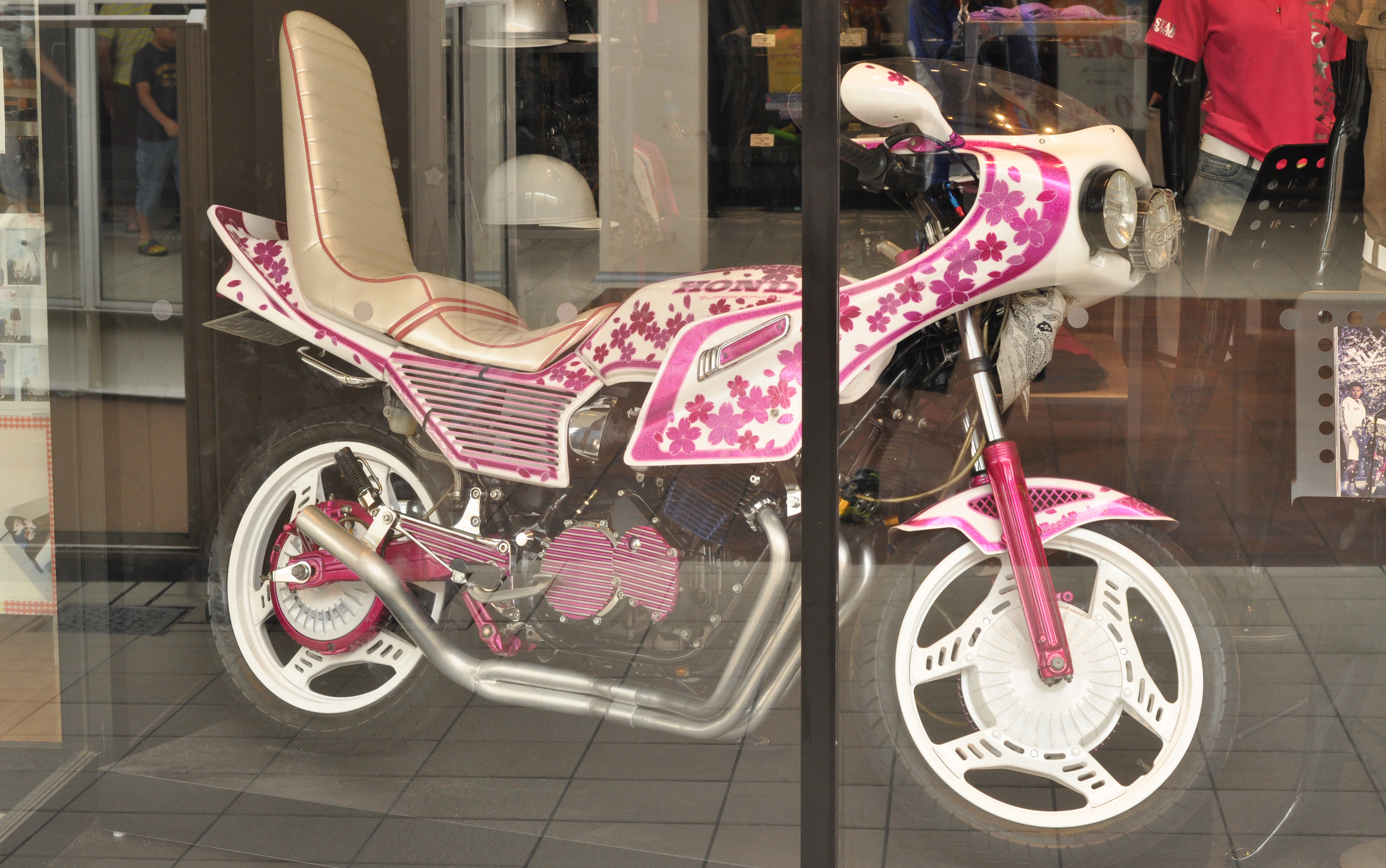
Motocykl zmodyfikowany w stylu bōsōzoku

Bōsōzoku są znani z modyfikowania swoich motocykli na osobliwe i efektowne sposoby, które nazywane są Kaizōsha („zmodyfikowane pojazdy”). Ogólny styl modyfikacji motocykli bōsōzoku wydaje się łączyć elementy amerykańskich chopperów i brytyjskich café racerów. Przykładami modyfikacji zaczerpniętych z tych stylów są podniesione kierownice, takie jak na chopperze lub zbyt wysokie wiewki, takie jak te spotykane w café racerach (chociaż bōsōzoku zwykle montują je znacznie wyżej na pojeździe niż ich pierwotna pozycja i pod kątem do góry z przodu).
Typowy spersonalizowany motocykl bōsōzoku powstaje poprzez wzięcie przeciętnego japońskiego motocykla szosowego o pojemności skokowej silnika wynoszącej 240–400cm³, dodania układu wydechowego shugo (wielorurowy kolektor), ściśnięcia kierownicy do wewnątrz (znanego jako shibori, od czasownika shiboru, „ściskać”) i dodania 3-trąbkowego lub 4-trąbkowego klaksonu.
Głośne schematy malowania błotników lub zbiorników paliwa z motywami takimi jak płomienie lub wzory „wschodzącego słońca” w stylu kamikadze są również dość powszechne. Motocykle są często ozdobione naklejkami lub flagami przedstawiającymi symbol lub logo gangu.
Istnieją również wyraźne różnice regionalne w modyfikacjach motocykli. Na przykład bōsōzoku z prefektury Ibaraki są znani z modyfikowania swoich motocykli w bardzo kolorowy, krzykliwy sposób. Często mają trzy lub cztery duże owiewki w kształcie wieży i mnóstwo świateł.
W Ameryce termin „Bosozoku” jest również stosowany do samochodów, które zostały poddane ekstremalnym modyfikacjom. Termin ten odnosi się zasadniczo tylko do pojazdów produkcji japońskiej i jest w pewnym sensie zamienny z terminem „Kaido Racer”. Ogólnie rzecz biorąc „Bosozoku” odnosi się do koncepcji modyfikacji japońskich pojazdów, podczas gdy „Kaido Racer” odnosi się konkretnie do modyfikacji samochodów.

## Powiązania z przestępczością zorganizowaną
Japoński rząd postrzega bōsōzoku jako wysoce zorganizowane grupy, zrzeszone w kilku krajowych federacjach. Wiadomo, że są one zaskakująco dobrze zorganizowane, mimo że na ogół mają tylko garstkę członków mających powyżej dwudziestu lat. Na ogół mają też jasno określone zasady, mundury, symbole i inne znaki organizacyjne. Niektóre grupy mają nawet składki członkowskie i ustalone kary. Grupy te stanowią również dużą część japońskiej działalności przestępczej, angażując się w wandalizm, wykroczenia drogowe i inną działalność przestępczą.
Ich działalność przestępcza zazwyczaj nie kończy się jednak po ukończeniu dwudziestego roku życia. Szacuje się, że około 25% bōsōzoku ma ponad dwadzieścia lat. Oprócz tego wykazano, że mają oni powiązana z różnymi organizacjami yakuzy. Według niektórych szacunków możliwe jest, że aż jedna trzecia rekrutów yakuzy pochodzi z bōsōzoku. Jednak w miarę jak grupy te stają się mniej powszechne, ich powiązania z yakuzą stają się mniej widoczne, ponieważ zaczynają się rekrutować z innych zmarginalizowanych grup, takich jak Burakumini czy Koreańczycy mieszkający w Japonii.